# Helcyra celebensis
Helcyra celebensis är en fjärilsart som beskrevs av Martin 1913. Helcyra celebensis ingår i släktet Helcyra och familjen praktfjärilar. Inga underarter finns listade i Catalogue of Life.